# Kjell Ove Nilsson
Kjell Ove Nilsson, född den 8 juni 1934 i Lund, död där den 10 december 2019, var en svensk präst.
Nillson avlade teologie kandidatexamen vid Lunds universitet 1958 och teologie licentiatexamen där 1961. Han prästvigdes för Lunds stift 1958. Nilsson promoverades till teologie doktor och blev docent i teologisk etik med religionsfilosofi vid Lunds universitet 1966. Han var professor i Saint Paul i USA 1967–1970, studiedirektor vid Lutherska världsförbundets svenska sektion 1970–1974, journalist vid tidningen Vår kyrka 1974, chefredaktör där 1975–1979, direktor vid Nordiska ekumeniska institutet 1979–1986, domprost Göteborg 1986–1994 och direktor vid Sveriges kristna råd 1994–1999. Nilsson publicerade skrifter i teologiska och socialetiska ämnen. Han vilar på Norra kyrkogården i Lund.